# Emser Punktation
Emser Punktation war eine im August 1786 beschlossene Erklärung, Punktation genannt, der vier der deutschen Nation zugehörigen Erzbischöfe des Heiligen Römischen Reiches, nämlich der drei geistlichen Kurfürsten und des Fürsterzbischofs von Salzburg. Darin wurde die Unabhängigkeit der bischöflichen Gewalt gegenüber der päpstlichen betont. Der Kongress tagte im heutigen Bad Ems, im sogenannten Mainzer Haus auf der linken, damals kurmainzischen  Lahnseite.

## Entstehung
Auslöser war die Errichtung einer päpstlichen Nuntiatur in München, bei der alle Dispensationen zu sonstigen geistlichen Bewilligungen, die zuvor die Erzbischöfe erteilt hatten, eingeholt werden sollten. Der Nuntius Giulio Cesare Zoglio zog sofort fast die gesamte geistliche Gerichtsbarkeit an sich, während die Erzbischöfe ihren Untertanen verboten, sich an den päpstlichen Nuntius zu wenden. Hieraus entwickelte sich der Nuntiaturstreit zwischen Rom und dem Heiligen Römischen Reich.

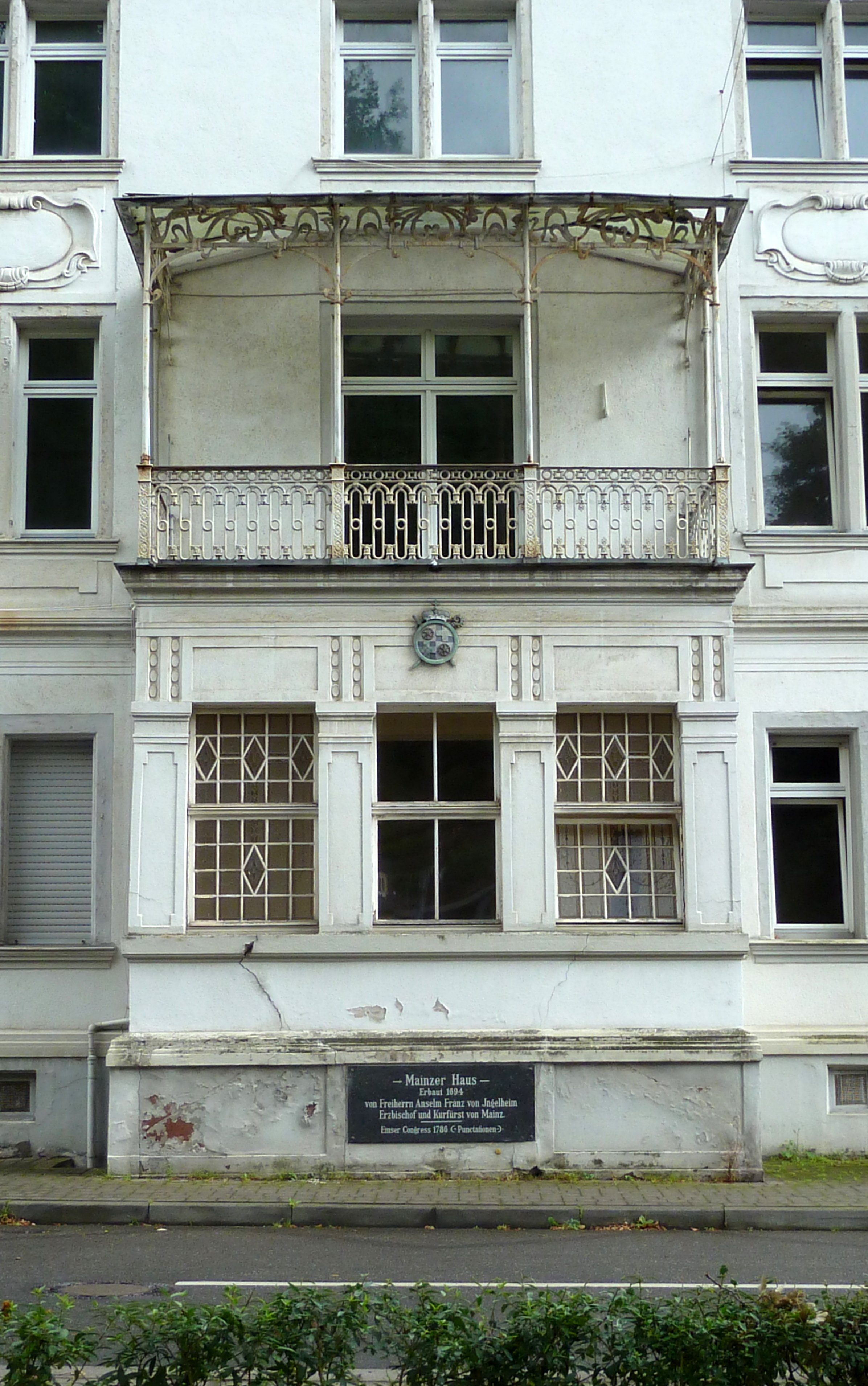
Das Mainzer Haus in Bad Ems

## Emser Kongress
Der Emser Kongress war eine Zusammenkunft der Abgeordneten der Erzbischöfe von Mainz, Trier, Köln und Salzburg sowie des Bischofs von Freising in Bad Ems. Am 25. August 1786 wurde, nach vierwöchiger Beratung, die sogenannte Emser Punktation verabschiedet.

## Inhalt
Die Erzbischöfe Friedrich Karl Joseph von Erthal (Mainz), Clemens Wenzeslaus von Sachsen (Trier), Maximilian Franz von Österreich (Köln) und Hieronymus von Colloredo (Salzburg) forderten darin, dass der Papst in ihren Sprengeln weder ihre Jurisdiktion durch Exemtionen noch ihre Dispensationsgewalt durch Reservationen noch ihre gesetzgebende Macht durch eigenmächtig erlassene Verordnungen beschränken dürfe. Die Erbfolge in den geistlichen Pfründen sollte aufhören, Pfründen in Deutschland auch nur mit geborenen Deutschen besetzt werden. Als dritte Appellationsinstanz sollten Provinzialsynodalgerichte errichtet, die Aschaffenburger Konkordate revidiert und, falls der Papst diese Beschlüsse nicht genehmigte, die Beschwerden der Bischöfe durch ein allgemeines deutsches Nationalkonzil erledigt werden. Die Bischöfe stützten sich dabei auf den Grundsatz, dass jeder Bischof seine Gewalt ebenso von Gott habe wie der Papst die seinige. Über andere Forderungen, wie die des Mainzer Weihbischofs Johann Valentin Heimes zur Abschaffung des Zölibats und Aufhebung der Klostergelübde, konnte keine Einigkeit erzielt werden.

## Wirkung
Kaiser Joseph II. erklärte sich zwar bereit, die Rechte der Erzbischöfe zu schützen, in der Hoffnung, dass die Erzbischöfe mit ihren Suffraganbischöfen im Einvernehmen wären. Diese sahen in den Emser Beschlüssen aber nur einen Versuch, die Metropolitangewalt zu erweitern. Der Kaiser verfolgte die Angelegenheit nicht weiter, die Erzbischöfe selbst wurden unter sich uneins. Der Versuch, das katholische Deutschland von Rom zu emanzipieren, endete mit einem Verweis, den der Papst den vier Erzbischöfen erteilte.